# الجمعية البتافية للفنون والعلوم

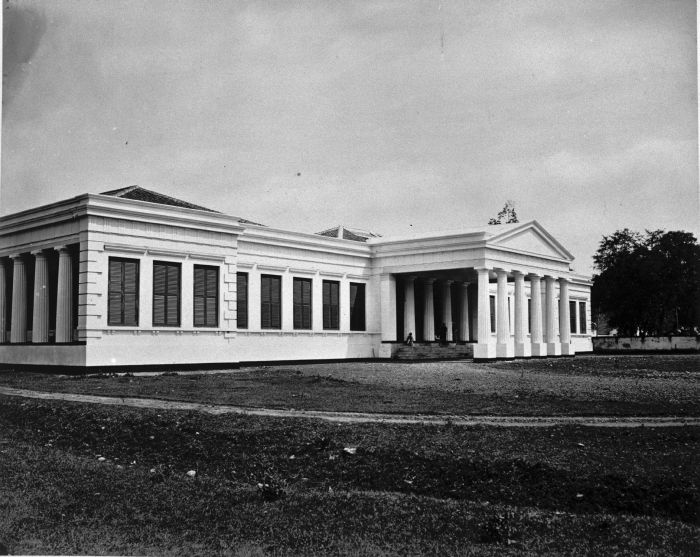
متحف الجمعية في جاكرتا، الذي أصبح فيما بعد المتحف الوطني لإندونيسية.

الجمعية البتافية للفنون والعلوم (بالهولندي: Koninklijk Bataviaasch Genootschap van Kunsten en Wetenschappen) هي من آوائل الجمعيات التي عنت بدراسة الشرق. أسست سنة 1778 م في هولندة.